# Romfördraget (1924)
För andra betydelser, se Romfördraget.
Romfördraget (italienska: Trattato di Roma, kroatiska: Rimski ugovor eller Rimski sporazum) var ett fredsfördrag mellan Italien och Serbernas, kroaternas och slovenernas kungarike (från år 1929 kallat Jugoslavien). Det signerades av de två parterna i Rom i Italien den 27 januari 1924. Avtalet innebar att den internationellt erkända Fristaten Fiume upplöstes och att dess centralort, staden Fiume (Rijeka i nuvarande Kroatien), annekterades av det då fascistiska Italien.

## Bakgrund
Efter första världskrigets slut och Österrike-Ungerns upplösning år 1918 uppstod en territoriell dispyt mellan Italien och den då nyskapade sydslaviska staten Serbernas, kroaternas och slovenernas kungarike. Dispyten, den så kallade "Adriatiska frågan", var en territoriell konflikt om rätten till tidigare österrikiskt-ungerskt territorium i nuvarande västra Slovenien och längs den östra adriatiska kusten i nuvarande Kroatien. De omstridda områdena i de tidigare österrikisk-ungerska provinserna Österrikiska kustlandet och Dalmatien hade i sin helhet övervägande sydslavisk befolkning. Lokalt och i vissa delar av de omstridda områdena utgjorde italienarna och italiensktalande dock en majoritet. Ett sådant exempel var staden Fiume som vid Österrike-Ungerns upplösning år 1918 var övervägande italiensktalande. 
Den territoriella dispyten mellan Italien och Serbernas, kroaternas och slovenernas kungarike löstes i samband med Rapallofördraget – ett fredsfördrag som ingicks mellan de båda länderna år 1920. Rörande Fiumes politiska status antog de båda staterna en kompromisslösning där staden med omgivningar fortsättningsvis skulle få utgöra en egen självständig buffertstat vid namn Fristaten Fiume. 

## Fördragets tillkomst
De 24 april 1921 valdes Riccardo Zanella till Fristaten Fiumes förste (och ende) president. En politisk fraktion ledd av fascisten Francesco Giunta fick dock Zanella att avgå från presidentposten den 3 mars 1922. Den 17 september 1923 lät fascistledaren och Italiens premiärminister Benito Mussolini sända sin general Gaetano Giardino till Fristaten Fiume för att stävja den politiska oro som uppkommit. Samtidigt inledde Italien förhandlingar med Serbernas, kroaternas och slovenernas kungarike med syfte att upplösa den år 1920 skapade Fristaten Fiume. 
Förhandlingarna mellan Italien och Serbernas, kroaternas och slovenernas kungarike ledde till att ett avtal undertecknades i Rom den 27 januari 1924. Det ratificerades därefter av de båda staterna den 22 februari 1924 i den italienska huvudstaden varpå det omedelbart trädde i kraft. Avtalet undertecknades av Benito Mussolini (premiärminister) för den italienska sidan och serberna Nikola Pašić (premiärminister) och Momčilo Ninčić (utrikesminister) från den sydslaviska sidan. Det registrerades hos Nationernas förbund den 7 april 1924.

## Avtalets innehåll och slutsatser
Romfördraget innebar att Fristaten Fiume upplöstes och att delar av Rapallofördraget från år 1920 sattes ur spel. Som en konsekvens av avtalet blev floden Rječina hädanefter internationell gräns mellan Italien och Serbernas, kroaternas och slovenernas kungarike. Sušak, idag en stadsdel i Rijeka, tillföll sydslaverna. Fiume, norr om floden, tillföll Italien. En korridor längs med kusten förband staden med Istrien som sedan Rapallofördraget från år 1920 var italienskt territorium. Vidare erkände Italien sydslavernas suveränitet över hamnområdena Delta och Porto Baross (Luka Baroš). Serbernas, kroaternas och slovenernas kungarike erkände Italiens suveränitet över staden Fiume och dess hamn.